# Российско-микронезийские отношения
Дипломатические отношения России и Федеративных штатов Микронезии были установлены 9 марта 1999 года. Обязанности российского посла в Микронезии выполняет посол в Филиппинах.

## История отношений
Встречи представителей двух стран проходили регулярно, наиболее постоянным форматом были ежегодные встречи министра иностранных дел России с представителями малых островных государств Тихоокеанского региона.
Граждане Микронезии в 2019 году проходили стажировку в Дипломатической академии МИД России на краткосрочных курсах.
Федеративные штаты Микронезии разорвали дипломатические отношения с Россией 25 февраля 2022 года в связи со вторжением России на Украину. В распространенном сообщении правительства Микронезии и ноте, направленной им в посольство Российской Федерации на Филиппинах, отмечалось, что Микронезия пойдет на восстановление дипотношений только тогда, когда российская сторона продемонстрирует «действенную приверженность миру, дружбе, сотрудничеству». Микронезийское правительство привело слова президента страны Дэвида Пануэло о том, что Микронезия следует примеру своего партнера Украины и разрывает отношения с Россией.